# Paucidentomys vermidax
Paucidentomys vermidax és una espècie de mamífer rosegador de la família dels múrids. És endèmic de Sulawesi (Indonèsia). És un rosegador de mida mitjana, amb una llargada de cap a gropa de 159-168 mm, una cua de 198-200 mm, peus de 37-38 mm, orelles de 21-22 mm i un pes de fins a 111 g. Com que fou descoberta fa poc, l'estat de conservació d'aquesta espècie encara no ha estat avaluat formalment.